# System Ośrodka Migracyjnego
System Ośrodka Migracyjnego (SOM) jest systemem informatycznym przeznaczonym do obsługi migracji ksiąg wieczystych. W skład SOM wchodzi program Internet Explorer, który zainstalowany jest na stacjach roboczych migratorów i audytorów, oraz oprogramowanie zainstalowane na serwerze. System SOM jest podsystemem systemu Nowa Księga Wieczysta.
Do najważniejszych funkcji, których realizacje wspomaga ten system należy:
- ewidencjonowanie informacji o księgach wieczystych przyjmowanych i zwracanych po zakończeniu migracji,
- przenoszenie treści dotychczasowych ksiąg do postaci elektronicznej,
- sprawdzenie przez sędziów lub referendarzy sądowych poprawności przeniesienia treści dotychczasowych ksiąg wieczystych do postaci elektronicznej,
- automatyczne porównywanie zgodności informacji dotyczących oznaczenia geodezyjnego nieruchomości z kopiami baz danych, pochodzącymi z właściwych lokalnych organów Ewidencji Gruntów i Budynków,
- automatyczna weryfikacja poprawności projektów przemigrowanych ksiąg wieczystych oraz spełnienie przez nie reguł zdefiniowanej dla Centralnej Bazy Danych Ksiąg Wieczystych,
- generowanie dziennych i miesięcznych raportów przemigrowanych ksiąg wieczystych oraz innych zestawień statystycznych z pracy ośrodka migracyjnego.